# حریم خصوصی اطلاعات
حریم خصوصی اطلاعات: مطالعه کیفری در حقوق ایران، ایالات متحده آمریکا و فقه امامیه کتابی از فرید محسنی است که در سال ۱۳۸۹ منتشر و در مراسم کتاب سال جمهوری اسلامی ایران به‌عنوان کتاب برگزیده معرفی شد.